# Fahrentrappe
Fahrentrappe ist eine Hofschaft im Hattinger Ortsteil Oberelfringhausen, Ennepe-Ruhr-Kreis (Nordrhein-Westfalen).

## Geographie
Die Hofschaft liegt auf 194 Meter über Normalnull im Felderbachtal Ausgangs der Herzkämper Mulde an der Stadtgrenze zu Sprockhövel. Östlich erhebt sich der 313,3 Meter über Normalnull hohe Winterberg. Benachbarte Orte sind Espe, Im Kreßsiepen, Im Äckersberge, Heege, Sondern, Kieker und Kühls.
Bei Fahrentrappe befinden sich das Stollenmundloch des Kreßsieper Erbstollens und ein Lichtloch des Herzkämper Erbstollens.

## Geschichte
Fahrentrappe wurde erstmals im Jahr 837 in einem Verzeichnis der Reichsabtei Werden urkundlich erwähnt. Dort ist die Schenkung einer Rodung im Wagneswald zwischen den Bächen Farnthrapa (Felderbach) und Podrebeci (Porbecke) an das Kloster beurkundet. Die Bewohner gehörten zur bäuerlichen Oberschicht im Raum Hattingen und Sprockhövel. In dem Hof ist eine Mühle belegt, der Mühlenteich ist heute noch erhalten. Die Besitzerfamilie Varrentrapp/Fahrentrappe besitzt ein Wappen, in dem unter anderem eine Trappe abgebildet ist. Die Deutung des Ortsnamens in Zusammenhang mit der Vogelart dürfte aber erst später entstanden sein, Leithäuser sieht im alten urkundlich erwähnten Gewässernamens Farnthrapa eindeutig eine Form der germanischen -apa (= Wasser, Bach) verwirklicht, wie sie sich vielfach in der Region wiederfindet. Flöer meint, die Deutung des Ortsnamens kann mit Ort bei einem Farnbestand umschrieben werden.
Der Hof Fahrentrappe wurde erstmals im Jahre 1005 mit Hildebrandt ther Varentrape urkundlich erwähnt. Sein Gut gehörte zu den 21 Unterhöfen des „Hofes Hattingen“ und ab 1243 in der Bauerschaft Elffrinckhuysen im Amt Blankenstein, Kirchspiel und Gericht Hattingen zur Grafschaft Mark. Im Jahr 1250 gab der Hof Varentrappe eine Geldspende an die Weinkellerei in Werden. Im Schatzbuch der Grafschaft Mark von 1486 wurde in der Bauerschaft mit 24 Steuerpflichtigen Hof Vaerentrap mit 5 Goldgulden besteuert.
Laut dem Weistum von 1543 hatte Hof Varentrappe an den Königshof von Hattingen an Geld und Naturalien abzugeben: Maibede 25 Croner albus; Herbstbede 27 Croner albus; Offergelt (Zehnt) 9 Croner albus; Hundehafer 2 Malter; an den Abt 2 ½ Scheffel Gerste, 5 Scheffel Hafer und 1 Herrenschilling; an den Schultheiß 1 Scheffel Hafer und 1 Mähdienst. Laut Dienstgeldregister des Hauses Blankenstein von 1685 wurde in der Bauerschaft Hof Varentrapp mit dem höchsten Albus-Betrag besteuert.
Im 15. Jahrhundert wurden einige Familienmitglieder Geistliche. Darunter der wohl berühmteste Sohn Elfringhausens, der Gelehrte Albert Varrentrapp (1375–1438). Johannes Varrentrapp (um 1440–1520?) war Schulmeister zu Bochum, Priester und Vikar des Liebfrauenaltars. Im Museum Bügeleisenhaus (Hattingen) ist der letzte Grabstein des Hofes Vahrentrap vom Kirchhof des Kirchspiels Hattingen ausgestellt. Lesbare Inschrift: „CATARINA ELSAPETH VAHRENTRAP“. Im 17. Jahrhundert verzweigte sich die Familie in drei Linien. Die auf dem Hof in Elfringhausen, eine bürgerliche seit 1622 in Hattingen (bis Anfang des 18. Jh.) und ab 1681 eine in Frankfurt am Main. Deren bekanntesten Vertreter waren der Buchhändler und Verleger Franz Varrentrapp (1706–1786), der Mediziner und Politiker Georg Varrentrapp, der Arzt und Politiker Conrad Varrentrapp und der Frankfurter Bürgermeister Adolf Varrentrapp.
Nachdem mit Caspar Diedrich Varentrapp die Linie des Hofes im Mannesstamm ausstarb, wurde Erbtochter Agnes Christina Varentrapp Hofbesitzerin. Sie heiratete 1716 den aus dem Raum Sprockhövel stammenden Johann Mathias Mahler, Spross einer Lehrer- und Pfarrerfamilie. Seitdem nannte sich die Familie Mahler genannt (zu) Varentrapp, später bis zum heutigen Tag Familie Mahler. Zum Gut Varentrappe gehörten Anfang des 19. Jahrhunderts ca. 400 Morgen Land und Wald. Um 1900 nur noch ca. 240 Morgen, davon 90 Morgen Waldungen und 150 Morgen Ackerland, Weide und Wiesen. Das Reichserbhofgesetz (Höferolle) von 1933 ergab für den Hof von Wilhelm Mahler eine Größe von 61,67 ha. Zwei zugehörige Kötterbetriebe wurden um 1720 (In der Espe) und 1965 (Auf der Kuhle) verkauft.

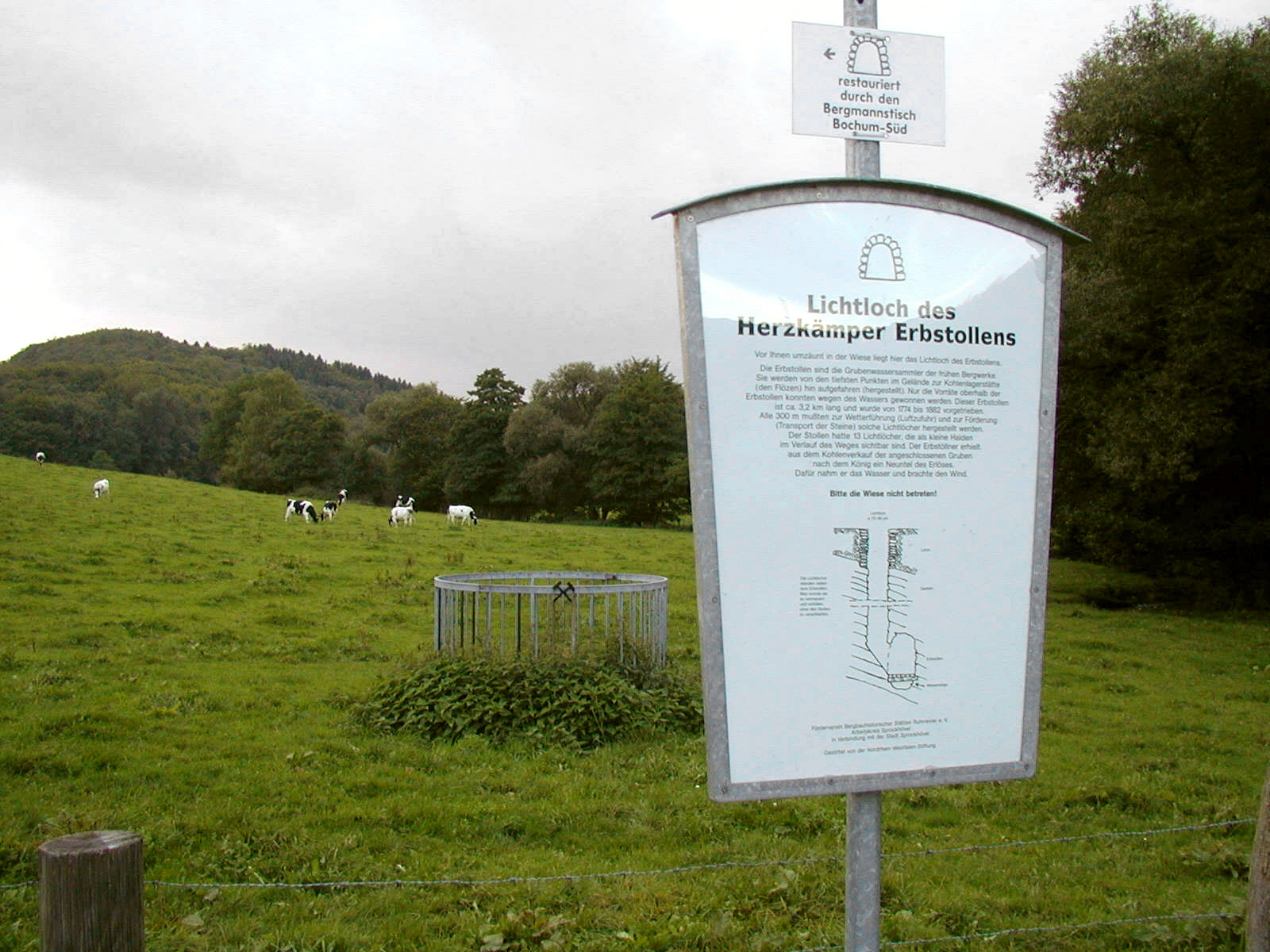
Lichtloch des Herzkämper Erbstollens an der Fahrentrappe

1818 brannte das Wohnhaus auf dem Hof durch Blitzschlag total aus. Im Zweiten Weltkrieg wurde der Hof durch Bombenabwurf teilweise zerstört und es stehen vom ursprünglich alten Varentrapper Hof nur noch zwei Nebengebäude, ein Fachwerkhaus im Südwesten und eine Scheune mit Sockel aus Sandstein im Nordosten. Der Teich am Hof diente u. a. als Löschteich, außerdem auch als Reserveteich für die Mühle; es gab einen Durchlass zum Mühlteich, der bei Bedarf geöffnet werden konnte.
In der frühen Neuzeit wurde im Nahbereich der Herzkämper Mulde Steinkohle abgebaut. Zur Drainage des Abbaugebietes wurde ab 1745 der 1,8 Kilometer lange Kreßsieper Erbstollen angelegt, der bei Fahrentrappe endete und in den Felderbach entwässerte. Er wurde durch den tiefer liegenden, 3,8 Kilometer langen Herzkämper Erbstollen abgelöst, der ab 1784 angelegt wurde und bei Fahrentrappe ein Lichtloch besitzt.
Das Gemeindelexikon für die Provinz Westfalen von 1887 gibt für Vahrentrappe eine Zahl von 33 Einwohnern an, die in vier Wohnhäusern lebten. Der Ort gehörte zu dieser Zeit zur Landgemeinde Oberelfringhausen im Amt Hattingen des Kreises Hattingen.

## Mühle Fahrentrappe
Nördlich vom Hof befand sich die Mühle Fahrentrappe. Ihre Mahlgerechtigkeit war 1536 schon ein uraltes Recht. Sie wurde zwischen 1728 und 1739 als Privat- oder Partikuliermühle für 51 Personen (Mahlgenossen) aus Elfringhausen neuerbaut. Dies war nötig, da die königliche Mühle es nicht mehr schaffte, alle Einwohner, die dem Mühlenbann unterlagen, zu versorgen. Die Mühle brannte 1904 ab, wurde wieder aufgebaut und in der Zwischenkriegszeit stillgelegt. Zur Mühle gehört der von Osten kommende Obergraben und der Mühlteich. Bei einem ehemaligen Angelteich unterhalb der Mühle handelt es sich um den verbreiterten Untergraben der Mühle. Heute ist die ehemalige Mühle ein umgebautes Wohnhaus ohne historische Merkmale.

## Grüner Weg

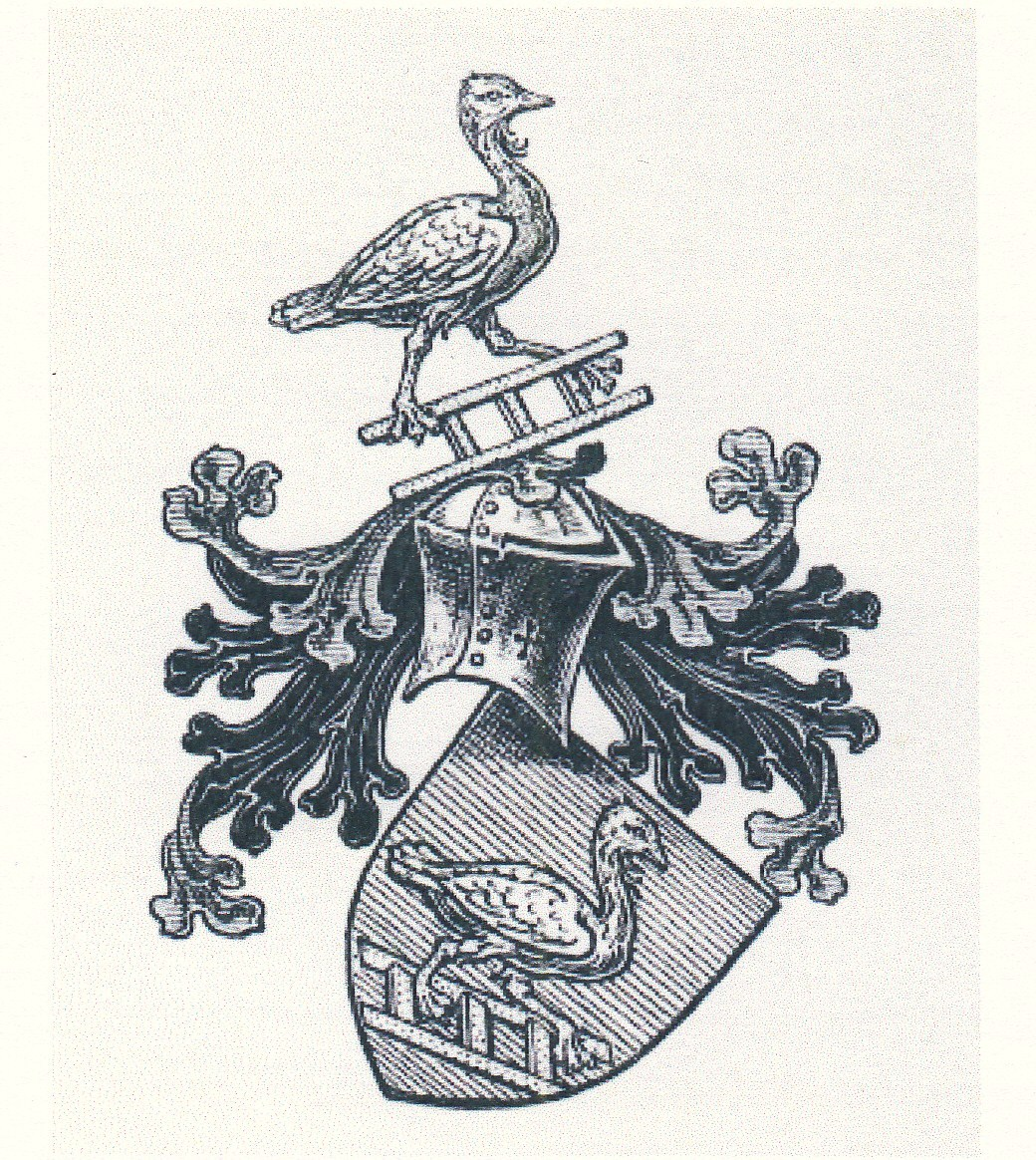
Wappen der Brüder Albert und Heinrich Varrentrapp

Der einzige Weg, der schon in frühgeschichtlicher Zeit den Wagneswald als Alt- und Kirchweg durchquerte und den Hof Varentrapp in Oberelfringhausen als südlichsten Hof des „Hofes von Hattingen“ mit dem Cleverhof als seinem Salhof mit der Eigenkirche (St. Georg) in Hattingen verband, war der „Grüne Weg“. Er führte nach Norden über eine Strecke von 11,2 km über die Höfe bzw. Wohnplätze Am Loh, Bergerhof in Oberstüter, An der Berkenberge, Am Schwills und Schreppingshof in Bredenscheid durch das Steinhagentor in die Hattinger Altstadt.

## Persönlichkeiten
- Albert Varrentrapp (* 1375 in Fahrentrappe; † 1438 in Köln ?), deutscher Gelehrter, wirkte an den Universitäten von Prag, Leipzig und Köln, Mitglied des Domkapitels von Lüttich, Sekretär König Sigismunds. Von 1415 bis 1418 Teilnehmer des Konstanzer Konzils. Von 1433 bis 1435 Gesandter (Protonotar) des Erzbischofs Dietrich von Köln beim Konzil von Basel.